# Al-Churma
Al-Churma – miasto w Arabii Saudyjskiej, w prowincji Mekka. W 2010 roku liczyło 27 032 mieszkańców.